# 异叶假盖果草
异叶假盖果草（学名：Pseudopyxis heterophylla），为茜草科假盖果草属下的一个植物种。